# Эннискорти (станция)
Эннискорти — железнодорожная станция, открытая 16 ноября 1863 и обеспечивающая транспортной связью одноимённый город в графстве Уэксфорд, Республика Ирландия.